# Philenora modica
Philenora modica är en fjärilsart som beskrevs av Lucas 1894. Philenora modica ingår i släktet Philenora och familjen björnspinnare. Inga underarter finns listade i Catalogue of Life.